# Vander Joaquim
Valdélicio Macanga Maia Joaquim (nacido el 15 de abril de 1990 en Luanda, Angola), conocido como Vander Joaquim, es un jugador de baloncesto angoleño. Con 2,09 metros de estatura, juega en la posición de pívot.

## Trayectoria
Tras iniciarse en el Petro Atlético de su Angola natal, se trasladó en 2009 a Estados Unidos para cursar carrera universitaria, inicialmente en la Universidad de Utah State Eastern, desde donde fue reclutado por la Universidad de Hawái con sede en Manoa, Honolulu. Allí formó parte de la plantilla de los Rainbow Warriors disputando la División I de la NCAA entre los años 2010 y 2013, tiempo durante el que recibió diversos reconocimientos individuales, siendo elegido integrante del Mejor Quinteto de la conferencia WAC y del Mejor Quinteto Defensivo en 2012. En su último año universitario (2012/13) promedió 13,8 puntos, 8,1 rebotes y 1 tapón por encuentro.
Inició su carrera profesional en Angola jugando nuevamente para el Petro Atlético en 2013/14 y para el Recreativo do Libolo entre 2014 y 2017. En noviembre de dicho año se incorpora al Obras Sanitarias, club de la Liga Nacional (primera división) argentina, disputando 7 partidos en los que acreditó medias de 9,1 puntos, 6,5 rebotes y 1 tapón. En enero de 2018 ficha por el STB Le Havre, club de la LNB Pro B (segunda división) francesa, completando la temporada 2017/18 con unos promedios de casi 10 puntos y 5,8 rebotes.
En 2018/19 firma con el Quimper, también de la ProB francesa, mejorando sus prestaciones hasta los 13,5 puntos y 7 rebotes por encuentro.

## Selección nacional
Es internacional con la Selección Nacional de Angola, habiendo logrado las medallas de plata en los Afrobasket de 2011 y 2015 y la de oro en el de 2013.